# قيصر وكليوباترا (فلم)
قيصر و كليوباترا ( (بالإنجليزية: Caesar and Cleopatra) ) هو فيلم رومانسي كوميدي بريطاني من إخراج المخرج غابرييل باسكال ، صدر في عام 1945.و بعض المشاهد من إخراج المخرج بريان ديزموند هيرست .

## ملخص الفيلم
توجت كليوباترا السابعة الصغيرة بحكم مصر و جلست على العرش عندما وصل السياسي الروماني الكبير يوليوس قيصر لرؤيتها و يقع في حبها بسبب قوتها و جمالها.

## ممثلين
- كلود راينز
- فيفيان لي
- ستيوارت جرانجر
- فلورا روبسون
- فرانسيس إل سوليفان
- سيسيل باركر
- أنتوني هارفي
- مايكل ريني
- ستانلي هولواي
- ليو جن
- جين سيمونز
- روجر مور
- باسل سيدني
- جون لوري
- فيليكس أيلمر
- زينا مارشال
- كاي كيندال
- هي. ب. كلارنس

## رابط خارجي
1. ↑  وصلة مرجع: http://www.imdb.com/title/tt0038390/. الوصول: 13 أبريل 2016.
2. 1 2 3 4 5 6 7 8 9 10 11 12 13  وصلة مرجع: http://www.cinematografo.it/cinedatabase/film/cesare-e-cleopatra/7010/. الوصول: 13 أبريل 2016.
3. 1 2  وصلة مرجع: http://www.filmaffinity.com/en/film134780.html. الوصول: 13 أبريل 2016.
4. 1 2 3 4 5 6 7 8 9 10 11 12 13 14 15 16 17 18 19 20 21  وصلة مرجع: http://www.imdb.com/title/tt0038390/fullcredits?ref_=tt_ov_st_sm. الوصول: 13 أبريل 2016.
5. 1 2 3  وصلة مرجع: http://www.allocine.fr/film/fichefilm_gen_cfilm=41524.html. الوصول: 13 أبريل 2016.